# Vereinte Versicherung
Die Vereinte Versicherung Aktiengesellschaft (Vereinte) war eine deutsche Versicherungsgruppe mit Sitz in München. Unter dieser Firma existierte der Versicherungskonzern bis zum Jahr 2002. Sie gliederte sich in die Bereiche Kranken-, Lebens- und Sachversicherungen sowie Bausparen.

## Geschichte

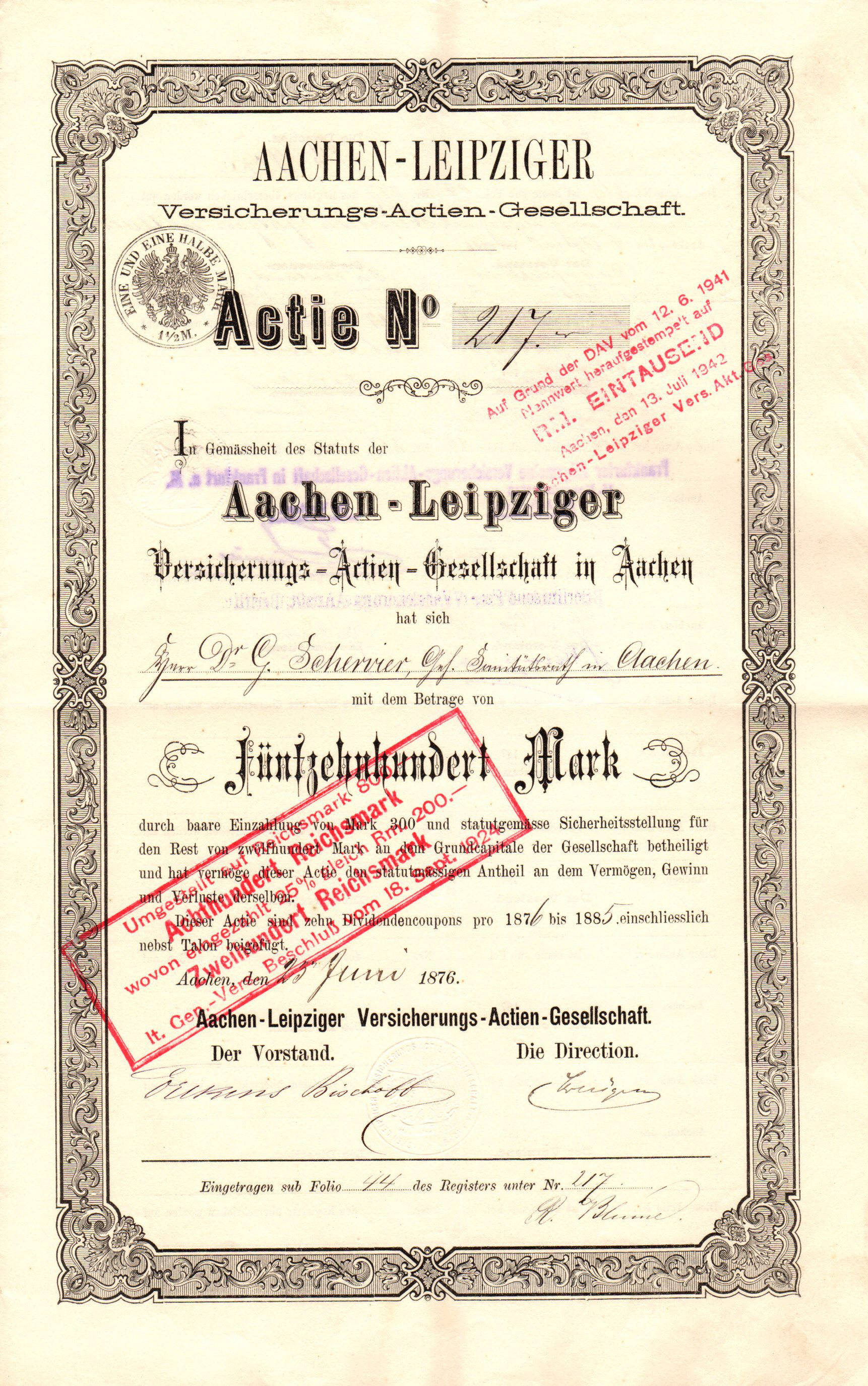
Namensaktie der Aachen-Leipziger Versicherungs-AG vom 25. Juni 1876

Am 11. Dezember 1812 unterzeichnete König Friedrich Wilhelm III. die Genehmigungsurkunde zur Gründung einer Feuerversicherungsgesellschaft mit Sitz in Berlin. Sie expandierte in andere Versicherungsbereiche. Nach dem Zweiten Weltkrieg wurde sie nach München verlegt, um der Enteignung zu entgehen.
1876 erfolgte die Gründung der Aachen-Leipziger Versicherungs-AG für die Durchführung von Versicherungs- und Rückversicherungs-Geschäften auf den Gebieten der Sachschaden-Versicherung.
1980 entstand durch Fusion der Berlinische Feuer-Versicherungs-Anstalt Aktiengesellschaft Sitz: München und Berlin und der Aachen-Leipziger Versicherungs-AG die Vereinigte Aachen-Berlinische Versicherung Aktiengesellschaft Sitz: München und Berlin.
Ab 1987 firmierte diese unter der bekannten Vereinte Versicherung Aktiengesellschaft.
Am 18. November 1994 wurde die Magdeburger Versicherung AG vollständig integriert, 1999 folgte die Magdeburger Hagelversicherung AG.
Der Eigentümer der Vereinte war bis 31. Dezember 1994 die Swiss Re, die dazu die SR Beteiligungen AG gründete.
Zum 1. Mai 1995 wurde diese an die Allianz Aktiengesellschaft, heute Allianz SE verkauft, folgend umbenannt in Vereinte Holding Aktiengesellschaft und zum 25. Februar 2010 aus dem Handelsregister des Amtsgerichts München gelöscht.

Ehemaliges Logo 1

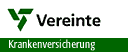
Ehemaliges Logo 2

Nach dem Squeeze-Out der letzten verbliebenen Aktionäre im Jahre 2002 ging die Vereinte unter der Marke Allianz auf. Dieser Vorgang lässt sich wie folgt zusammenfassen: Ab 1997 wurden nach und nach die Produkte der jeweiligen Gesellschaften der Allianz 1:1 auf die jeweiligen Gesellschaften der Vereinten übernommen – was die spätere Fusion der Vereinte Lebensversicherung AG zum 18. November 2002 auf die Allianz Lebensversicherungs-AG und Vereinte Versicherung Aktiengesellschaft zum 8. November 2002 sowie der Vereinte Rechtsschutzversicherung Aktiengesellschaft zum 20. Februar 2003 auf die Allianz Versicherungs-AG vereinfachte.
Die Vereinte Rechtsschutz Schaden GmbH wurde am 26. September 2000 aus dem Handelsregister des Amtsgerichts München gelöscht.
Die Vereinte Finanz-Vermittlungs GmbH wurde am 23. Mai 2002 aus dem Handelsregister gelöscht.
Die 1925 gegründete Vereinte Krankenversicherung Aktiengesellschaft wurde zum 1. Januar 2003 auf Allianz Private Krankenversicherungs-Aktiengesellschaft umfirmiert.

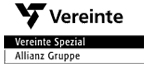
Ehemaliges Logo 3

Die 1995 gegründete Vereinte Spezial Krankenversicherung Aktiengesellschaft bestand bis 29. August 2014 weiter, wobei die darüber laufenden Verträge zu Reiseversicherungen über die APKV abgewickelt wurden und 2014 komplett überführt wurden.
Die Vereinte Spezial Versicherung AG besteht bis heute operativ weiter als Direktversicherer  Allianz Direct Versicherung-AG.
Der Betriebssportverein „Grün-Weiß Vereinte“ München e. V. besteht als „Sportverein Allianz Private Krankenversicherung“ München e. V. weiter.